# Maison Ruuskanen
La Maison Ruuskanen (finnois : Ruuskasen talo) est un bâtiment de Style néo-Renaissance avec des extensions fonctionnalistes construit dans le quartier de  Kyttälä à Tampere en Finlande.

## Galerie